# Reator nuclear
Um reator nuclear (AO 1945: reactor nuclear) é uma câmara de resfriamento hermética, blindada contra a radiação, onde é controlada uma reação nuclear para a obtenção de energia, produção de materiais fissionáveis como o plutônio para armamentos nucleares, radioisótopos para a medicina nuclear, propulsão de navios, submarinos e satélites artificiais ou para pesquisas.
Uma central nuclear pode conter vários reatores. Atualmente apenas os reatores nucleares de fissão são empregados para a produção de energia comercial, porém os reatores nucleares de fusão estão sendo empregados em fase experimental.
De uma forma simples, as primeiras versões de reator nuclear produzem calor dividindo átomos, diferentemente das estações de energia convencionais, que produzem calor queimando combustível. O calor serve para produzir vapor de água, que irá fazer funcionar turbinas a vapor para gerar electricidade. Um reator produz grandes quantidades de calor e intensas correntes de radiação neutrónica e gama. Ambas são mortais para todas as formas de vida mesmo em quantidades pequenas, causando doenças, leucemia e, por fim, a morte. O reactor deve estar rodeado de um espesso escudo de cimento e aço, para evitar fugas prejudiciais de radiação. As matérias radioactivas são manejadas por controle remoto e armazenadas em contentores de chumbo, um excelente escudo contra a radiação. Segundo relatórios da IAEA, em 2014 existiam 435 reatores nucleares em operação em 31 países ao redor do globo. Esse número aumentou em 2017 para 447 reatores operáveis de acordo com a World Nuclear Association.

## Reatores de fissão

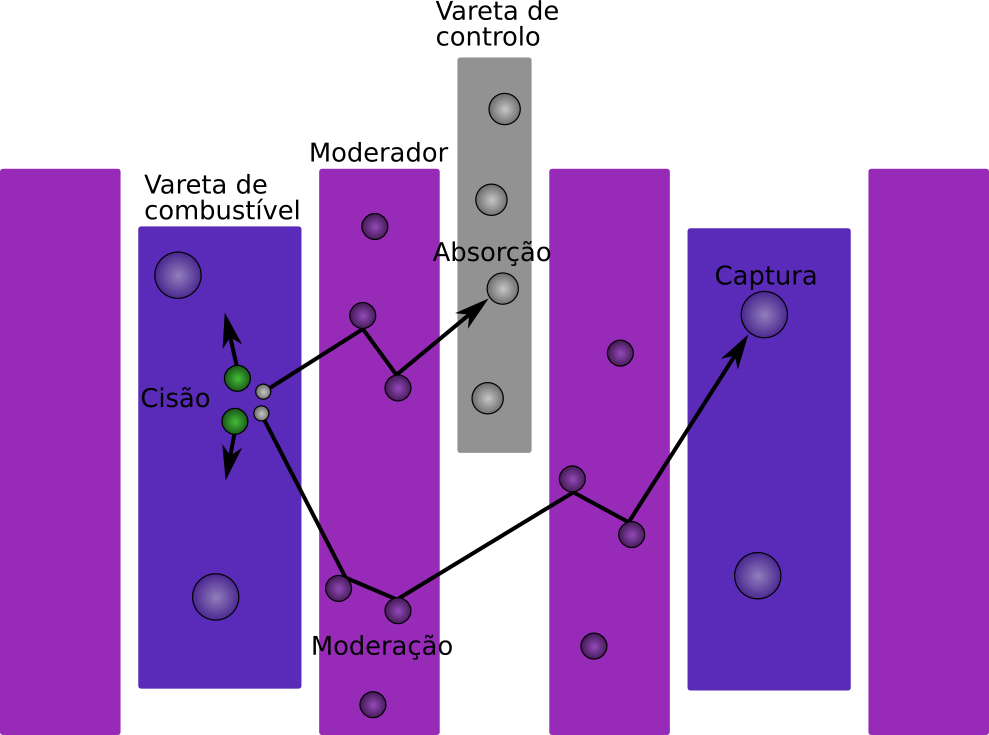
Varetas de controlo no núcleo, de materiais absorventes de nêutrons, permitem regular o ritmo da fissão. Estas serão metidas ou retiradas consoante a necessidade de estabilização.

Num reactor nuclear de fissão utiliza-se o urânio natural, na maior parte dos casos - uma mistura de U-238 (Urânio-238) e de U-235 (Urânio-235) - por vezes enriquecido com extra U-235. O U-238 tem tendência para absorver os nêutrons(pt-BR) ou neutrões(pt-PT?) de alta velocidade originados pela divisão dos átomos U-235, mas não absorve nêutrons lentos tão rapidamente. Assim, num reator é incluída uma substância moderadora nuclear que, juntamente com o urânio, abranda os nêutrons. O U-238, por sua vez, já não os absorve tão facilmente e a fissão continua.
Um reator nuclear de fissão apresenta, essencialmente, as seguintes partes:
1. Combustível nuclear: isótopo físsil e/ou fértil (aquele que pode ser convertido em físsil por ativação neutrônica): Urânio-233, Urânio-235, Urânio-238, Plutônio-239, Tório-232, ou misturas destes (o combustível típico atualmente é o MOX, mistura de óxidos de urânio e plutônio).
2. Moderador nuclear: água leve, água pesada, hélio, grafite, sódio metálico: cumprem a função de reduzir a velocidade dos neutrões produzidos na fissão, para que possam atingir outros átomos fissionáveis mantendo a reação.
3. Refrigerador: água leve, água pesada, dióxido de carbono, hélio, sódio metálico conduzem o calor produzido durante o processo até a turbina geradora de eletricidade ou o propulsor.
4. Refletor de neutrões (água leve, água pesada, grafite, urânio): reduz o escapamento de nêutrons aumentando a eficiência do reator.
5. Blindagem (concreto, chumbo, aço, água leve): evita o escapamento de radiação gama e nêutrons rápidos.
6. Material de controlo (cádmio ou boro): finaliza a reação em cadeia, pois ambos são óptimos absorventes de nêutrons. Geralmente são usados na forma de barras (de aço borado, por exemplo) ou bem dissolvidos no refrigerador.
7. Elementos de Segurança: todas as centrais nucleares de fissão apresentam múltiplos sistemas de segurança ativos (que respondem a sinais elétricos) e passivos (que atuam de forma natural como a gravidade, por exemplo). A contenção de betão (português europeu) ou concreto (português brasileiro) que rodeia os reactores é o principal sistema de segurança e destina-se a evitar que ocorra vazamento de radiação para o exterior.

O núcleo do reactor é construído dentro de um forte recipiente de aço que contém varetas de combustível feitas de materiais cindíveis (físseis) metidos dentro de tubos. Essas varetas produzem calor enquanto o combustível sofre a cisão (fissão). Hastes de controle, geralmente de boro ou cádmio - para absorver facilmente os nêutrons -, são introduzidas e retiradas do núcleo, conforme a necessidade de estabilizar a reacção, variando a corrente de neutrões no núcleo, controlando o ritmo de cisão e, portanto, o calor produzido. As hastes estão rodeadas por um moderador, que reduz a velocidade a que os nêutrons são produzidos pelo combustível. Percorrendo o núcleo corre um refrigerante, líquido ou gasoso, que, ao ser aquecido pelo calor liberado, gera vapor de água que será canalizado para turbinas.

### Mecanismo

Um evento de fissão nuclear induzido. Um nêutron é absorvido pelo núcleo de um átomo de urânio-235, que por sua vez se divide em elementos mais leves (produtos de fissão) e nêutrons livres. Tanto reatores nucleares quanto armas nucleares usam reações nucleares em cadeia, mas a taxa de reações nucleares em um reator ocorre de forma bem mais lenta do que em uma bomba.

Assim como usinas termoelétricas convencionais geram energia elétrica convertendo a energia térmica liberada pela queima de combustíveis fósseis, reatores nucleares convertem a energia liberada pela fissão nuclear controlada em energia térmica para posterior conversão em formas mecânicas ou elétricas

#### Fissão
Quando um grande núcleo atômico físsil como o urânio-235 ou plutônio-239 absorve um nêutron, ele pode sofrer fissão nuclear. O núcleo pesado se divide em dois ou mais núcleos mais leves (os produtos da fissão), liberando energia cinética, raios gama e nêutrons livres. Uma parte desses nêutrons livres pode depois ser absorvida por outros átomos físseis e desencadear novos eventos de fissão posteriormente, que liberam mais energia. Isso é conhecido como reação em cadeia. Um desses eventos dentre os vários possíveis é:
{\displaystyle ^{235}U+n\quad \rightarrow \quad ^{92}K_{r}+^{142}B_{a}+3_{n}+179,4\;MeV}
Para controlar essas reações em cadeia absorvedores de nêutrons e moderadores de nêutrons são usados; eles podem mudar a porção de nêutrons que irá causar mais fissão. Reatores nucelares geralmente tem sistemas automáticos e manuais para encerrar a reação de fissão se o sistema de monitoramento detectar condições perigosas.
Moderadores que são comumente utilizados incluem a água leve (em 74,8% dos reatores do globo), grafite sólido (20% dos reatores) e água pesada (5% dos reatores). Alguns tipos experimentais de reatores tem usado berílio e hidrocarbonetos tem sido sugeridos como outra possibilidade.

#### Geração de calor
O núcleo do reator gera calor de uma forma variada:
- A energia cinética dos produtos da fissão é convertida em energia térmica quando os núcleos colidem com os átomos próximos.
- O reator absorve parte da radiação gama produzida durante a fissão e converte a sua energia em calor.
- Calor é produzido pelo decaimento radioativo dos produtos da fissão e materiais tem sido ativados pela absorção de nêutrons. Essa fonte de calor por decaimento radioativo vai continuar por algum tempo mesmo que o reator seja desativado.

Um quilograma de urânio-235 (U-235) convertido  pelo processo nuclear libera aproximadamente três milhões de vezes mais energia que um quilograma de carvão queimado convencionalmente (7,2 × 1013 joules por quilograma de U-235 contra 2,4 × 107 joules por kg de carvão).

#### Refrigeração
Um refrigerante de reator nuclear circula pelo núcleo do reator para absorver o calor que ele gera, geralmente água é usada mas a vezes um gás, metal líquido (como sódio) ou sal derretido também são utilizados. O calor é retirado do reator e é então utilizado para gerar vapor. A maioria dos projetos de reatores empregam um sistema de refrigeração que está fisicamente separado da água que será fervida para produzir vapor pressurizado para as turbinas, como qualquer reator de água pressurizada. No entanto, em alguns reatores a água das turbinas de vapor é fervida diretamente pelo núcleo do reator; como por exemplo um reator do tipo BWR.

#### Controle de reatividade
A taxa de fissão dentro de um núcleo de reator pode ser ajustada ao se controlar a quantidade de nêutrons que são capazes de induzir outros eventos de fissão posteriores. Reatores nucleares tipicamente usam vários métodos de controle de nêutrons para ajustar a potência do reator. Alguns desses métodos vindo naturalmente da física de decaimento radioativo e são simplesmente considerados durante a operação do reator, enquanto outros mecanismos são inseridos no projeto do reator para um propósito distinto.
| Com as hastes de controle abaixadas, a reação é subcrítica: muitos nêutrons são absorvidos para que ocorra uma reação em cadeia. | Elevar as hastes torna o reator crítico e as barras de combustível começam a produzir calor. |

Com as hastes de controle abaixadas, a reação é subcrítica: muitos nêutrons são absorvidos para que ocorra uma reação
em cadeia. Elevar as hastes torna o reator crítico e as barras de combustível começam a produzir calor.

O método mais rápido para ajustar os níveis de nêutrons que induzem a fissão é pelo movimento de hastes de controle. Hastes de controle são feitas de materiais absorvedores de nêutrons e portanto tendem a absorve-los. Quando uma haste de controle é inserida profundamente no reator, ela absorve mais nêutrons do que o moderador. Essa ação resulta em menos nêutrons disponíveis para causar fissões e reduz a potência do reator. Inversamente, ao se extrair a haste de controle do reator vai resultar em um aumento das taxas de fissão, logo, um aumento na potência.
A física de decaimento radioativo também afeta as populações de nêutrons nos reatores. Um dessas processo é a emissão de nêutrons lentos por um número de isótopos cujas fissões são ricas em nêutrons. Esses nêutrons atrasados correspondem por cerca de 0,65% do total dos nêutrons produzidos em uma fissão, com o restante (chamados de "nêutrons prontos") sendo os liberados imediatamente após a fissão. Os produtos da fissão que produzem nêutrons atrasados possuem meia-vidas de mili-segundos até alguns minutos, decaindo por emissão de nêutron, assim sendo, um tempo considerável é necessário para se determinar exatamente quando um reator atinge o ponto de criticalidade. Manter o reator na zona de reatividade em cadeia onde nêutrons atrasados são "necessários" para atingir estado de criticalidade permite que dispositivos mecânicos ou operadores humanos controlem a reação em cadeia em "tempo real". No entanto, o tempo entre atingir massa crítica e derretimento nuclear com um resultado do aumento exponencial da potência por meio de reações em cadeia normais seria curto demais para permitir algum forma de intervenção. Esse último estágio onde nêutrons atrasados já não são necessários para manter criticalidade é conhecido como ponto de criticalidade pronta.
Em alguns reatores, o refrigerante também age como um moderador de nêutron. Um moderador aumenta a potência do reator ao criar nêutrons rápidos que são liberados da fissão  para perder energia e se tornarem nêutrons térmicos. nêutrons térmicos tem maiores chances de causar fissão do que nêutrons rápidos. Se o refrigerante também é um moderador, então as mudanças de temperatura podem afetar a densidade do refrigerante/moderador e então causar mudança na potência. Uma maior temperatura vai causar a dilatação do refrigerante e deixa-lo menos denso e assim, tornando-o menos efetivo como moderador.
Em outros reatores o refrigerante age como um absorvedor de nêutrons  da mesma forma como as hastes de controle fazem. Nesses reatores, a potência pode ser aumentada ao se aumentar a temperatura do refrigerante, o que faz com que se torne menos denso e assim diminua a chance de um nêutron atingir o refrigerante e ser absorvido por ele. Reatores nucelares geralmente tem sistemas manuais e automáticos para desligar imediatamente o reator em caso de desligamento de emergência. Esse sistemas inserem grandes quantidades de absorvedores de nêutrons (frequentemente boro na forma de ácido bórico) no reator para interromper a reação de forma urgente se condições perigosas de operação são detectadas ou antecipadas.
A maioria dos tipos de reatores são sensíveis a um processo conhecido como envenenamento de xenônio ou fosso de iodo. O xenônio-135 é um produto comum da fissão; ele é produzido no processo fissão nuclear e age como um absorvedor de nêutrons e assim tende a diminuir a potência do reator ou até desligá-lo. A acumulação de Xe-135 pode ser controlada ao manter os níveis de operação altos o suficiente para destruir os átomos de Xe-135 logo após ele ter sido criado ao absorver um nêutron. A fissão também produz iodo-135 (com meia-vida de 6,57 horas), que por sua vez decai em Xe-135, o absorvedor de nêutrons. Quando o reator é desligado, o iodo-135 continua a decair em Xe-135, fazendo com que a reativação do reator seja mais difícil por 1 dia ou dois, enquanto o xenônio-135 decai em césio-135 (que possui meia vida de 9,2 horas), que é um absorvedor de nêutrons tão bom quanto o xenônio. Esse estado temporário é conhecido como fosso de iodo. Se a capacidade extra de reatividade suficiente, o reator pode ser reiniciado. Conforme o xenônio-135 é transmutado em xenônio-136, que é um absorvedor de nêutrons bem menos potente, o reator experimenta uma "queima de xenônio" com algumas horas. A hastes de controle devem inseridas posteriormente para substituir o efeito de absorção de nêutrons que antes era desempenhado pelo xenônio-135. A falha em seguir esse procedimento foi uma etapa fundamental no Desastre de Chernobyl.
Reatores usados na propulsão nuclear marinha (especialmente submarinos nucleares) frequentemente não podem sustentar potência contínua da mesma forma que os reatores nucleares em terra geralmente operam, e em adição precisam ter vidas operacionais longas sem precisar reabastecer o combustível nuclear no seu interior. Por essa razão, muitos projetos incorporam urânio altamente enriquecido para se contrapor ao efeito do envenenamento de Xe-135 no núcleo quando reator precisa operar a potências menores, mas ainda assim possuem hastes de controle com absorvedores de nêutrons.

#### Geração de energia elétrica
A energia liberada no processo de fissão gera calor, uma parte do qual pode ser convertido em energia elétrica. Um método comum para se usar essa energia térmica é fervendo a água para produzir vapor pressurizado que vai propelir uma turbina a vapor, que gira um alternador, que por sua vez produz energia elétrica.

### História e primeiros reatores
O nêutron foi descoberto em 1932. O conceito de uma reação nuclear em cadeia por meio de reações nucleares mediadas por nêutrons foi concebida logo depois pelo cientista húngaro Leó Szilárd, em 1933. Ele preencheu uma patente para a sua ideia de um reator simples no ano seguinte enquanto trabalhava no Almirantado Britânico, em Londres. No entanto, a ideia de Szilárd não incorporava a fissão nuclear como sendo a fonte de nêutrons, já que o processo ainda não havia sido descoberto. As ideias de Szilárd para os reatores nucleares reações em cadeia mediadas por nêutrons em elementos leves provaram-se impraticáveis.

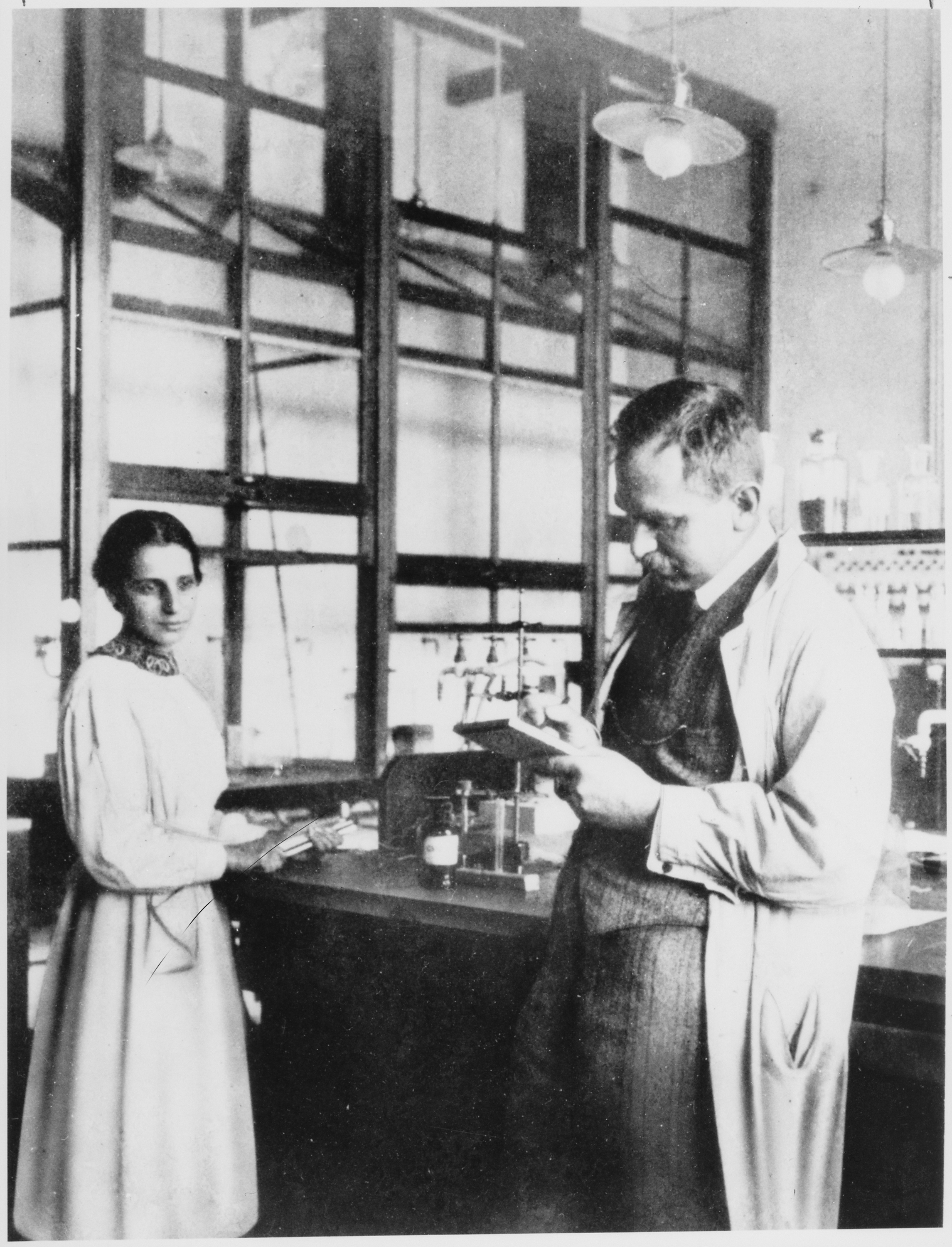
Lise Meitner e Otto Hahn no seu laboratório.

A inspiração para um novo tipo de reator usando urânio veio da descoberta de Lise Meitner, Fritz Strassmann e Otto Hahn em 1938 que o bombardeamento de urânio com nêutrons (providenciados pela reação de fusão de partículas alfa com berílio, um "obuseiro de nêutrons") produzia resíduos de bário, que eles deduziram que eram provenientes da fissão dos núcleos pesados de urânio. Estudos subsequentes no início de 1939 (um dos quais por Szilárd e Enrico Fermi) revelaram que vários nêutrons também eram liberados durante o processo de fissão em si, tornando possível uma reação nuclear em cadeia que Szilárd havia visionado seis anos antes.
Em 2 de agosto de 1939, Albert Einstein assinou a Carta Einstein-Szilárd (escrita por Szilárd) que foi enviada ao Presidente Franklin D. Roosevelt  sugerindo que a descoberta da fissão dos átomos de urânio poderia levar ao desenvolvimento de "bombas extremamente poderosas de um novo tipo", dando ímpeto ao estudo dos reatores e da fissão. Szilárd e Einstein conheciam um ao outro bem e trabalharam por vários anos juntos anteriormente, mas Einstein nunca pensou sobre essa possibilidade de energia nuclear até Szilárd reportá-la para ele, no início do seu pedido para escrever a  ao governo dos EUA.
Logo depois a Alemanha Nazista de Hitler invadiu a Polônia em 1939 iniciando a Segunda Guerra Mundial na Europa. Os EUA ainda não estavam oficialmente na guerra, mas em outubro, quando a carta de Einstein e Szilárd foi entregue, Roosevelt comentou que o propósito de realizar as pesquisas era assegurar de que "os nazistas não nos explodam". O Projeto Nuclear dos EUA prosseguiu, ainda que com certo atraso já que havia muitos céticos (inclusive Fermi) e também por pouca ação por um pequeno número de oficiais do governo que foram inicialmente responsabilizados com o projeto.
No ano seguinte, o governo dos EUA recebeu o Memorando Frisch-Peierls do Reino Unido, que declarava que a quantidade de urânio necessário para uma reação em cadeia era bem menor do que havia sido pensado anteriormente. O memorando foi um produto do Comitê MAUD, que estava trabalhando no projeto da bomba atômica britânica, conhecido como Tube Alloys, que depois foi agrupado com o Projeto Manhattan.

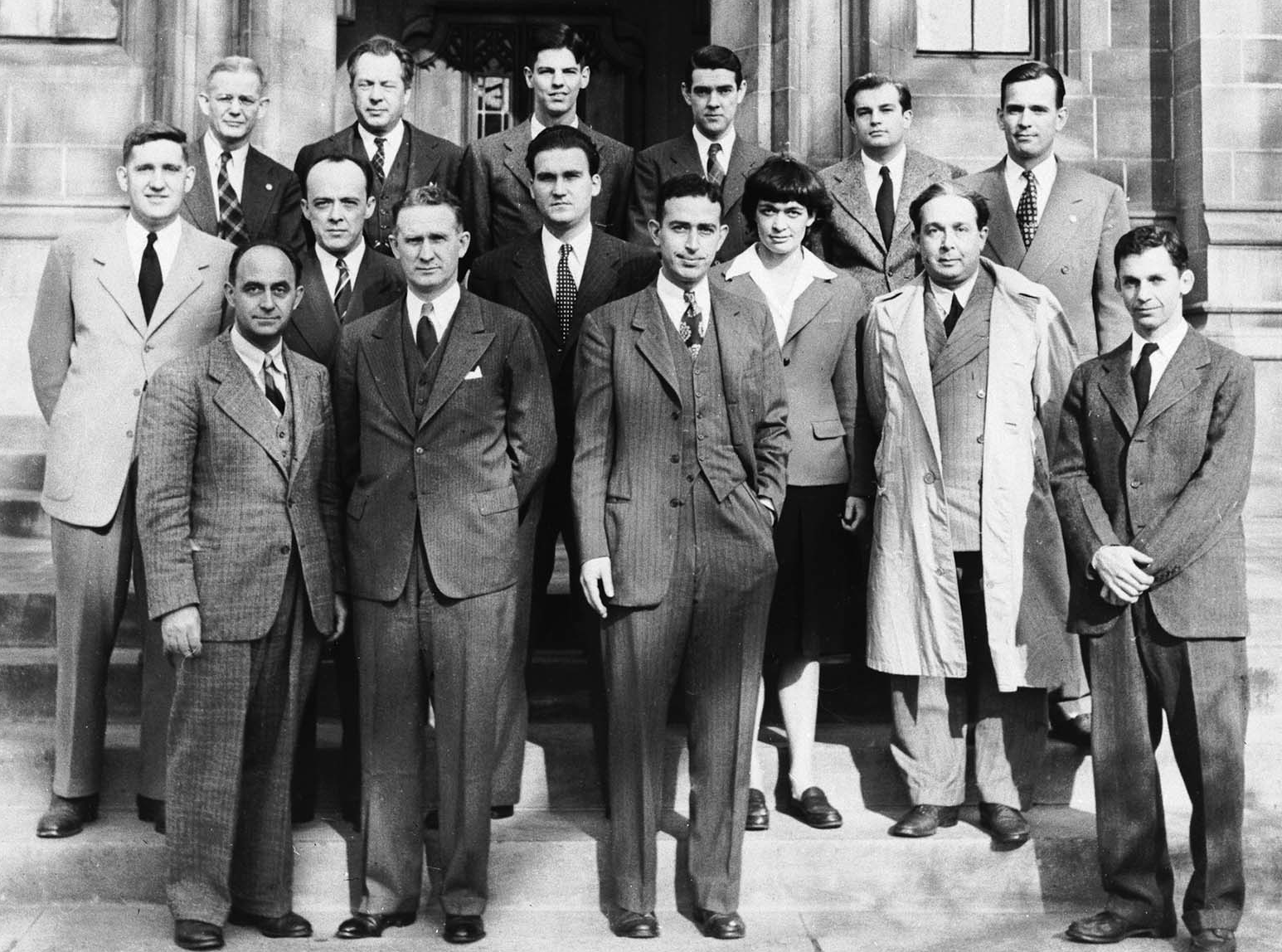
Alguns da equipe do Chicago Pile, incluindo Enrico Fermi e Leó Szilárd.

Finalmente, o primeiro reator nuclear artificial, o Chicago Pile-1, foi construído na Universidade de Chicago, por uma equipe liderada pelo italiano Enrico Fermi, no fim de 1942. Nessa época, o programa havia sido pressionado pela entrada dos EUA na guerra. O Chicago Pile atingiu criticalidade em 2 de dezembro de 1942. as 3:25  da tarde. A estrutura de suporte do reator era feita de madeira, que suportava uma pilha (dai o nome) de blocos de grafite embutido em 'pseudo-esferas' ou 'briquetes' de dióxido de urânio natural.
Logo após o Chicago Pile, as Forças Armadas dos EUA desenvolveram um número de reatores nucleares para o Projeto Manhattan, começando em 1943. O propósito primário dos maiores reatores (localizados em Hanford Site no estado de Washington) era a produção em massa de plutônio para armas nucleares. Fermi e Szilárd aplicaram uma patente para os reatores em 19 de dezembro de 1944. No entanto, ele foi atrasada por 10 anos por causa do segredo no clima de guerra.
"A primeira usina nuclear do mundo" é clamada por placas no local do EBR-1, que agora é um museu perto de Arco, Idaho. Originalmente chamado de "Chicago Pile-4", foi feito sob a direção de Walter Zinn pelo Laboratório Nacional de Argonne. Esse reator refrigerado por metal líquido operado pela Comissão de Energia Atômica dos EUA produziu 0,8 kW em um teste em 20 de dezembro de 1951 e 100 kWe (elétricos) no dia seguinte, tendo uma potência projetada de 200 kWe.
Além dos usos militares dos reatores nucleares, existiam razões políticas para se buscar um uso civil da energia atômica. O Presidente dos EUA Dwight Eisenhower fez o seu famoso discurso Atoms for Peace na Assembleia Geral da ONU em 8 de dezembro de 1953. Essa diplomacia levou a disseminação da tecnologia de reatores nucleares de instituições dos Estados Unidos para o mundo todo. A primeira usina nuclear construída para propósitos civis foi a AM-1 da Usina Nuclear de Obninsk, lançada em 27 de junho de 1954 na União Soviética; ela produzia cerca de 5 MWe. Depois da Segunda Guerra Mundial, os militares dos EUA procuraram outros usos para a tecnologia empregando reatores nucleares; pesquisas feitas pelo Exército e Força Aérea nunca se materializaram. No entanto, a Marinha dos EUA foi bem sucedida e construiu o primeiro submarino nuclear do mundo, o USS Nautilus (SSN-571), usando-o pela primeira vez em 17 de janeiro de 1955. A primeira usina nuclear comercial, a Usina Nuclear de Calder Hall em Sellafield no Reino Unido, foi aberta em 1956 com capacidade inicial de 50 MW (depois aumentada para 200 MW). O primeiro reator nuclear portável foi o "Alco PM-2A" usado para fornecer 2 MW de potência elétrica para o Camp Century em 1960.

### Tipos de reatores de fissão

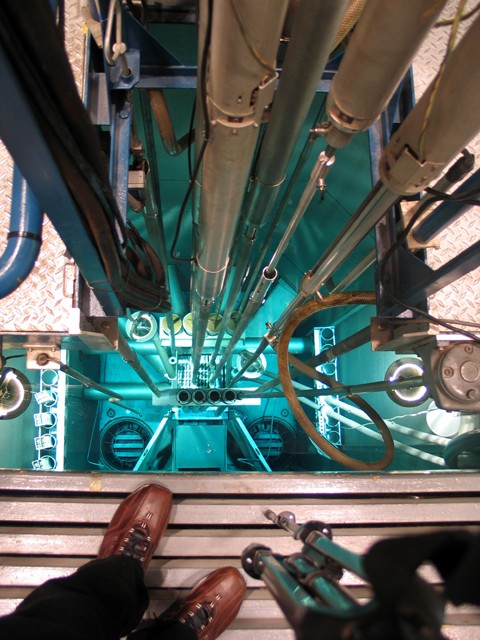
Reator nuclear de pesquisa do tipo piscina PULSTAR da Universidade Estadual da Carolina do Norte, com potência de 1 MW e combustível feito de pelotas de dióxido de urânio (UO_{2})

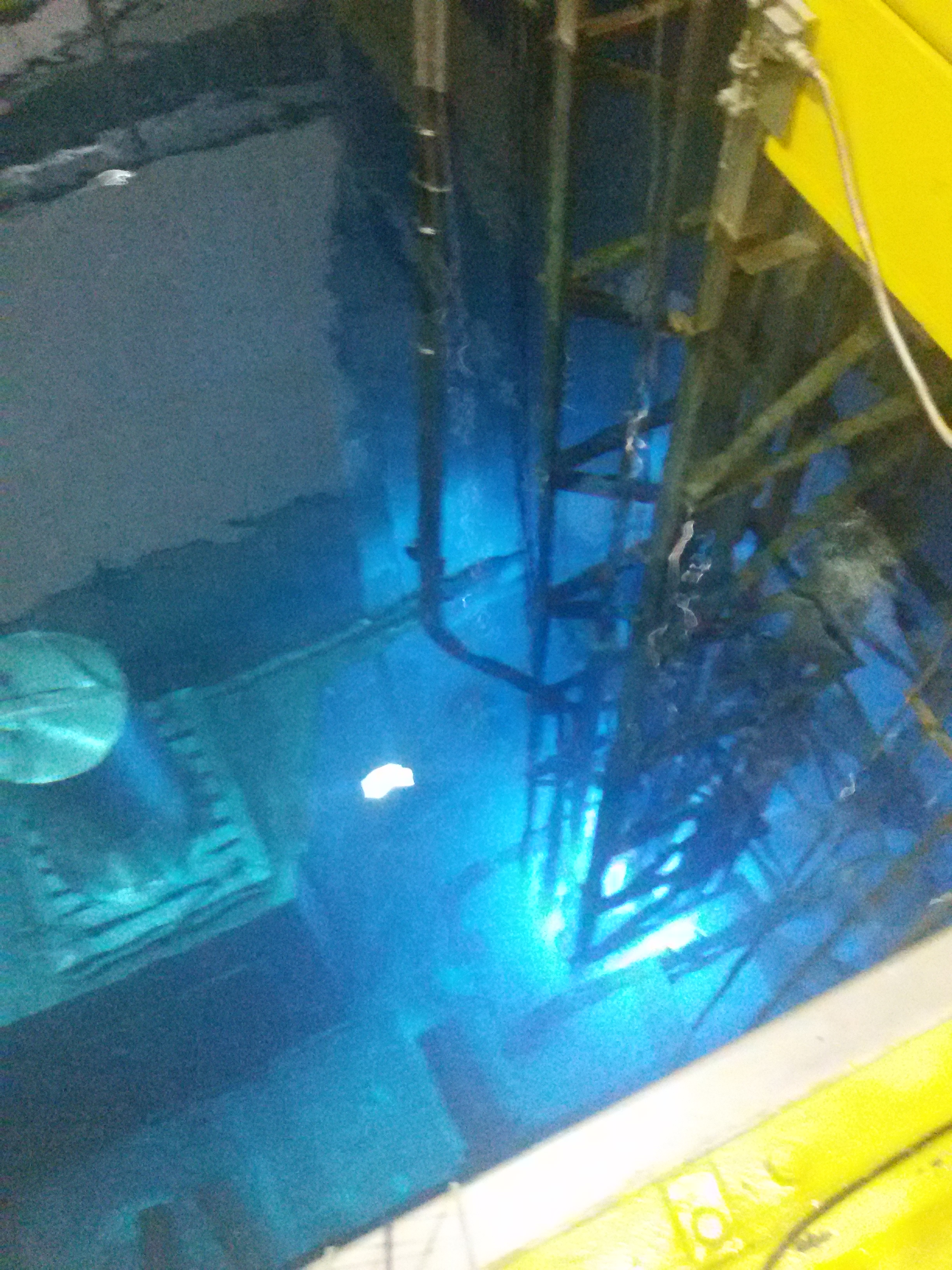
Núcleo do reator do tipo piscina IEA-R1 - IPEN/USP. Foi o primeiro reator nuclear a operar na América Latina fruto do programa de cooperação Atoms for Peace.

Reatores nucleares são classificados por vários métodos:

##### Classificação por tipo de fissão nuclear

###### Fissão nuclear
Todos os reatores nucleares comerciais em operação são baseados na fissão nuclear. Eles geralmente usam urânio e o seu produto, o plutônio como combustível nuclear, o ciclo do tório também é possível. Reatores de fissão podem ser dividido grosseiramente em duas classes, dependendo da energia dos nêutrons que sustentam a reação em cadeia da fissão.
- Reatores térmicos: o tipo mais comum de reator nuclear, usam nêutrons desacelerados ou nêutrons térmicos para manter a reação de fissão no seu núcleo.  Quase todos os reatores em operação são desse tipo, eles contêm materiais moderadores de nêutrons que desaceleram os nêutrons até que a temperatura neutrônica seja termalizada, isso é, até que a energia cinética se aproxime da energia cinética média das partículas circundantes, 0,3 KeV.[24] Nêutrons térmicos tem seção transversal nuclear (probabilidade) bem maior de fissionar os núcleos físseis de urânio-235, Pu-239 e Pu-241, e uma probabilidade relativamente menor de captura neutrônica por parte do urânio-238 comparado com os nêutrons rápidos que originalmente resultam da fissão, permitindo o uso de urânio pouco enriquecido ou até mesmo urânio natural como combustível. O moderador em muitas vezes também é o refrigerante, usualmente água sob alta pressão para aumentar o ponto de ebulição Eles são circundados pelo recipiente do reator, instrumentação para monitorar e controlar o reator, proteção contra  radiação e um edifício de contenção.
- reatores epitérmicos ou intermediários: utilizam nêutrons com energia intermediária entre 0,3 e 10 Kev para sustentar a reação em cadeia.[24]
- Reatores de nêutrons rápidos: usam nêutrons rápidos, com energia de 100 Kev[24] para causar a fissão do seu combustível. Eles não têm um moderador de nêutrons e usam refrigerantes menos moderadores. Mantendo uma reação em cadeia requere que o combustível seja mais enriquecido com reação ao material físsil utilizado (cerca de 20% ou mais) devido a sua probabilidade relativamente menor de fissão com relação a captura por U-238. reatores rápidos tem o potencial para produzir menos resíduos transurânicos porque todos os actinídeos são fissionáveis com nêutrons rápidos,[25] contudo eles são mais difíceis de construir e mais caros de se operar. No geral, reatores rápidos são menos comuns que os reatores térmicos na maior parte das aplicações. Algumas das primeiras usinas nucleares eram constituídas de reatores rápidos, assim como algumas unidades de propulsão naval nuclear russas/soviéticas. A construção de protótipos ainda continua e modelos dessa categoria são propostos para a quarta geração de reatores nucleares.

##### Classificação por material moderador
Usados por reatores térmicos:
- Reator moderado por grafite
- Reator moderado por água
  - Reatores de água pesada (usados pelo Canadá,[26] Índia, Argentina, China, Paquistão, Romênia e Coreia do Sul).
  - Reatores de água leve (LWRs): reatores moderados por água leve (o tipo mais comum de reator térmico) usam água comum para moderar e refrigerar os reatores.[26] Quando estão em operação, se a temperatura da água aumenta, a sua densidade cai assim como o seu efeito moderador e menos nêutrons são desacelerados para desencadear novas reações. Esse feedbak negativo estabiliza a taxa de reação.
- Reator de sal fundido (MSRs) são moderados por elementos leves como uma mistura de lítio e berílio, como LiF e BeF.2.
- Reator refrigerado a metal líquido cujo refrigerante são misturas de metais derretidos como chumbo e bismuto, podem usar BeO como moderador.

###### Classificação por refrigerante
- Reatores refrigerados por água

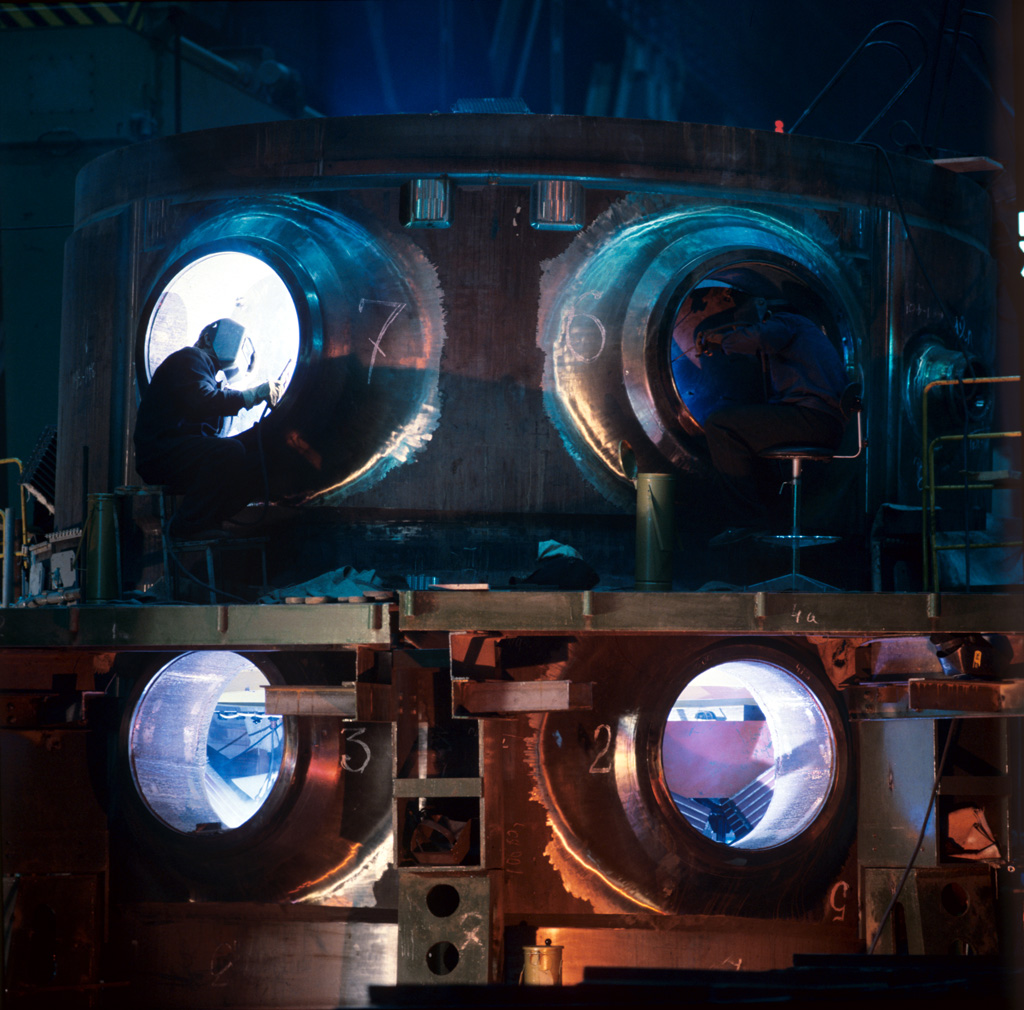
tratamento da parte interior de um reator VVER-1200 na Atommash

  - Reator a água pressurizada (PWR), constituem a maior parte das usinas nucleares ocidentais. Tipicamente, a água leve refrigerante utilizada dentro desses reatores possui temperatura de 300 °C e pressão de 160 atm.[27]
  - Reator a água pesada pressurizada (PHWR), já descrito anteriormente, utilizam água pesada como refrigerante e moderador, o principal expoente desse tipo são os reatores Candu canadenses.[27]
  - Reator a água fervente (BWR) caracterizados por ferverem a água ao redor das hastes de combustível. Um BWR usa dióxido de urânio enriquecido com mais 235U como combustível. O combustível é colocado em hastes de combustível que são imergidas em água dentro do recipiente do reator. A fissão nuclear causa o fervimento da água, gerando vapor. O vapor flui por tubulações até as turinas. As turbinas por sua vez são propelidas pelo vapor, gerando energia elétrica.[28] A pressão dentro do reator é controlada pelo fluxo de vapor.
  - Reator tipo piscina
- Reator refrigerado por metal líquido, são reatores rápidos, usando metais líquidos como moderador uma vez que a água atuaria também como moderadora tornando os nêutrons térmicos se fosse usada como refrigerante. Dentre os refrigerantes usados estão sódio, NaK, chumbo, liga eutética de Pb-Bi e nos primeiros reatores mercúrio.
  - Reator rápido refrigerado por sódio
  - Reator rápido refrigerado por chumbo
- Reator refrigerado a gás, é refrigerado por um gás inerte circulante, geralmente hélio em projetos de alta temperatura, enquanto que dióxido de carbono já foi usado nessa função por reatores britânicos e franceses no passado. Nitrogênio também já foi utilizado. Os reatores atuais utilizam o gás refrigerante para aquecer um circuito de água que por sua vez gera o vapor que aciona as turbinas; o uso de uma turbina de ciclo direto onde o próprio gás refrigerante a altas temperaturas é responsável por propelir a turbina daria maiores vantagens a esse projeto, entretanto nenhum projeto desta categoria foi testado ainda.[27]
- Reator de sal fundido (MSR) são refrigerados por um sal fundido circulante, tipicamente uma mistura eutética de sais fluóridos, como FLiBe. Em um típico MSR, o refrigerante também é usado como uma matriz onde material físsil é dissolvido.

|                                           |                               | |
| Funcionamento de um reator do tipo BWR... | ...e de um reator do tipo PWR | VVER-1000 (Vodo-Vodyanoi Energetichesky Reaktor, com potência elétrica de 1000 megawatt) é um reactor russo de energia nuclear do tipo PWR |

##### Classificação por geração

SCWR (Supercritical Water Reactor - "reator de água supercrítica"). Reator de 4ª geração.

- 1° Geração (primeiros reatores, reatores de pesquisa e reatores de geração elétrica não comerciais)
- 2° Geração (constituem a maior parte dos reatores atuais comissionados entre 1956-1996)
- 3° Geração (melhorias evolucionárias de reatores existentes, comissionados desde 1996)
- 4° Geração (tecnologias ainda em desenvolvimento sem data conhecida para operação)

Em 2003, a Commissariat à l'Énergie Atomique (CEA) francesa foi a primeira a se referir a uma segunda geração de reatores na Nucleonics Week
A primeira menção aos reatores de terceira geração foi em 2000, em conjunto com o lançamento dos planos da Generation IV International Forum (GIF). A quarta geração foi nomeada em 2000 pelo Departamento de Energia dos Estados Unidos para o desenvolvimento de novas categorias de usinas.

### Modelos
Essa é uma lista incompleta dos principais reatores nucleares comerciais, desativados, em operação ou construção no Mundo de acordo com a origem do projeto:
- Alemanha
  - PWR da Siemens

- Canadá
  - Série CANDU
- China
  - APR1000
  - CPR1000
  - Hualong One
- República da Coreia
  - OPR-1000
  - APR-1400
- Estados Unidos
  - GE BWR
  - System 80
  - SNUPPS
  - AP1000
- França
  - EPR
- Índia

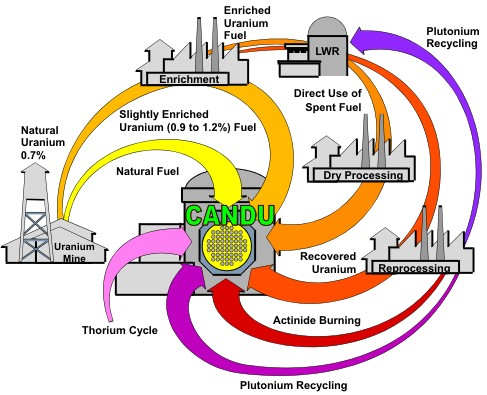
Ciclos dos combustíveis empregados pelo reator CANDU, que pode também operar com tório (ver: Reator de tório).

  - KAMINI (que emprega tório como combustível).[33]
- Japão
  - ABWR
- Reino Unido
  - Magnox
  - AGR
- Rússia/ União Soviética
  - Série VVER (PWRs)
  - RBMK
  - BN-600
  - BN-800
  - EGP-6

Reatores experimentais:
- Brasil
  - ETE - Experimento Tokamak Esférico (tokamak para pesquisa de fusão nuclear).[34]

### Produção de combustível
Alguns tipos de reatores podem efetivamente produzir mais combustível que aquele que consomem. Trata-se do reactor rápido. Não tem moderador nuclear e o seu combustível é altamente enriquecido: urânio ou plutônio. O núcleo é pequeno e a reação em cadeia processa-se rapidamente, produzindo maiores quantidades de calor do que nos outros reatores "termais". São produzidas grandes quantidades de nêutrons, imediatamente absorvidos por um cobertor de urânio-238 colocado em redor do núcleo. Isto não causa cisão no urânio, mas o converte em plutônio-239, que pode depois ser separado e utilizado como combustível no reator rápido. Desta maneira, o reactor rápido produz combustível à medida que o consome. Convertendo urânio-238 não cindível (fissionável) num combustível útil, o reator rápido poderia prolongar as reservas de combustível nuclear do mundo em cerca de sessenta vezes.

### Segurança nuclear e acidentes

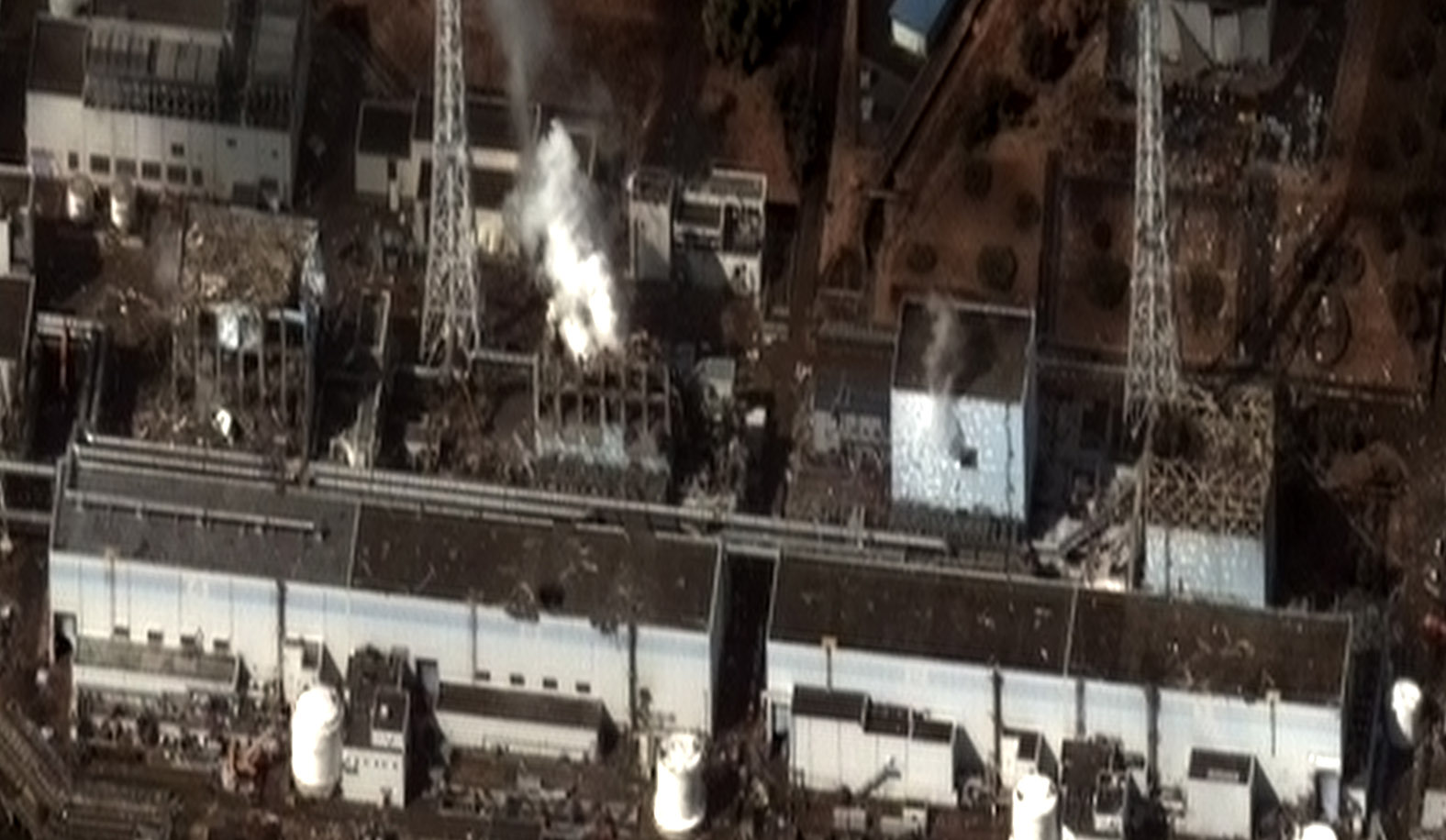
Três do reatores na Usina Nuclear de Fukushima I superaqueceram, causando a dissociação da água, levando a explosões de hidrogênio. Isso junto do derretimento nuclear do reator lançou grandes quantidades de material radioativo no ar.
.

A segurança nuclear cobre as ações utilizadas para prevenir acidentes e incidentes nuclear sou limitar as suas consequências. A indústria de energia tem melhorado a segurança e a performance dos reatores, e tem proposto novos projetos de reatores mais seguros (mas geralmente não testados) mas não existem garantias de que os reatores serão construídos e operados corretamente. Erros ocorrem e os designers dos reatores de Fukushima no Japão não levaram em consideração que um tsunami gerado por um terremoto iria desligar os sistemas de reserva que deveriam estabilizar os reatores durante e depois do terremoto, Apesar de múltiplas advertências da Administração de segurança nuclear japonesa. De acordo com a UBS AG, o Desastre de Fukushima lançou dúvidas se mesmo uma economia avançada como o Japão pode dominar a segurança nuclear. Cenários catastróficos envolvendo ataques terroristas também são concebíveis. Uma equipe interdisciplinar do MIT estimou que dado o excessivo crescimento da energia nuclear programado entre 2005-2055, ao menos 4 acidentes nucleares sérios deveriam ser esperados nesse período.
Alguns acidentes sérios relacionados a acidentes nucelares e radiológicos tem ocorrido. Acidentes com usinas nucleares incluem o acidente com o SL-1 em 1961, o Acidente de Three Mile Island (1979), Desastre de Chernobyl (1986) e o Desastre de Fukushima (2011). Acidentes envolvendo submarinos com propulsão nuclear incluem o acidente dos reatores dos submarinos soviéticos K-19 (1961), K-27 (1968), e K-431 (1985)v
Reatores nucleares foram lançados em órbita terrestre ao menos 34 vezes. Um número de incidentes conectados com os satélites soviéticos de radar do programa RORSAT resultaram no combustível nuclear queimado re-entrando a atmosfera terrestre.
Supõe-se que reator de tório seria mais seguro. Este gera menos resíduos que não tem utilidade para a fabricação de armas nucleares. Por sua forma de funcionamento, reatores que usam tório como combustível, teriam menor possibilidade de falhas.

### Emissões
Reatores nucleares produzem trítio como parte das suas operações normais, com traços que são por fim liberados no ambiente. Como um isótopo do hidrogênio, o trítio (T) frequentemente e liga ao oxigênio para formar água tritiada (T2O). Essa molécula é quimicamente idêntica a água leve comum, ambas são incolores e inodoras, no entanto, os nêutrons adicionais do trítio fazem com que ele sofra decaimento beta com uma meia-vida de 12,3 anos. Apesar de mensurável, a liberação de trítio por usinas nucelares é mínima. A Comissão Nuclear Regulatória dos Estados Unidos estima que uma pessoa bebendo água por um ano de um poço contendo o que é considerado um vazamento significativo de água tritiada receberia uma dose de 0,3 milirem. Em comparação, isso é uma dose menor do que os 4 milirem que uma pessoa recebe em voo entre Washington D.C. à Los Angeles em consequência da menor proteção atmosférica contra os raios cósmicos a altas atitudes.
As quantidades de estrôncio-90 liberadas de usinas nucleares em operações normais também são tão baixas que são indetectáveis com relação a radiação natural de fundo. Estrôncio-90 detectável na água subterrânea e ambiente geral podem ser traçados a testes nucleares e ao Acidente de Chernobyl que ocorreram durante o século XX.

### Reatores nucleares naturais

Reator nuclear natural de Oklo:
1. Área onde ocorreram reações de fissão.
2. Arenito.
3. Minério de urânio.
4. Granito.

Ainda que os reatores nucleares sejam frequentemente associados como um produto da tecnologia moderna, os primeiros reatores nucleares de fissão já estavam de fato funcionando. Um reator de fissão nuclear natural pode ocorrer sobre determinadas circunstâncias que reproduzem as condições de um reator construído. Quinze reatores de fissão nuclear naturais foram identificados até agora em três depósitos de minerais separados na mina de urânio Oklo, no Gabão.
Primeiramente descoberto pelo físico francês Francis Perrin, eles são coletivamente conhecidos como reatores fósseis Oklo. As reações nucleares autossustentadas começaram a ocorrer nesses reatores a aproximadamente 1.5 bilhão de anos atrás, com potência média de 100 kW durante esse período. O conceito de um reator nuclear natural foi teorizado pela primeira vez tão cedo quanto 1956 por Paul Kuroda na Universidade do Arkansas.
Tais reatores não podem mais se formaram no período geológico atual da Terra, pois o decaimento radioativo do urânio-235 nesse período de centenas de milhões de anos reduziu a proporção desse isótopo físsil natural abaixo da quantidade necessária para sustentar uma reação em cadeia. Os reatores nucleares naturais se formaram quando depósitos minerais ricos em urânio inundados com água subterrânea (que passou a agir como moderador de nêutrons) criaram as condições para uma reação em cadeia autossustentada.
Atualmente, esses reatores são extensivamente estudados por cientistas interessados na eliminação de resíduos radioativos no subsolo, pois eles oferecem um estudo de caso de como os isótopos radioativos migram através da crosta terrestre. Essa é uma área controversa, já oponentes da eliminação dessa maneira temem que os isótopos armazenados no lixo atômico possam se deslocar para os suprimentos de água ou serem levados para o ambiente.

## Reatores de fusão

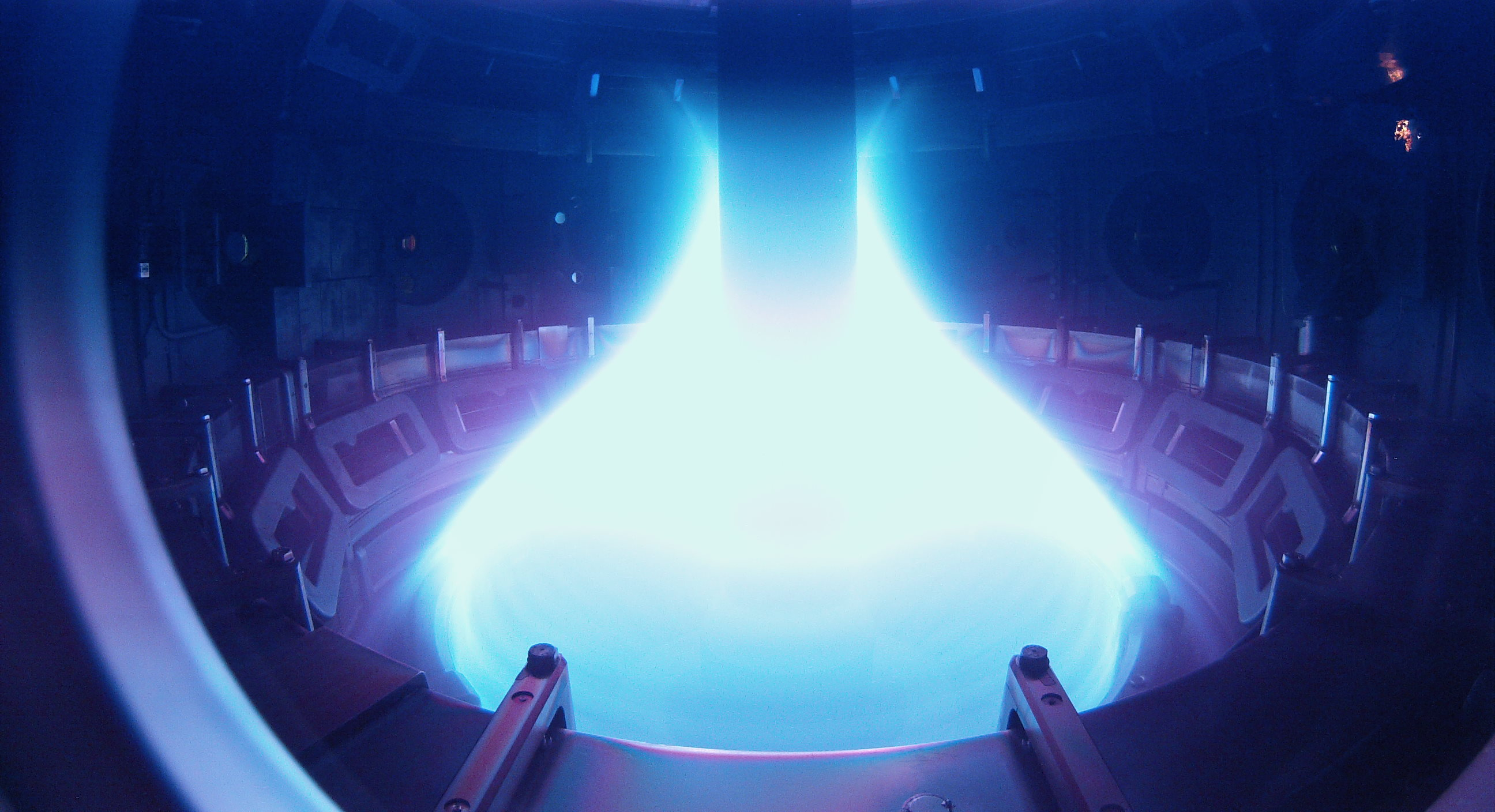
Plasma gerado no interior do MAST (Mega Ampere Spherical Tokamak) do Culham Centre for Fusion Energy do Reino Unido.

Instalação destinada para a produção de energia através da fusão nuclear. A pesquisa neste campo existe há mais de 50 anos e já, há vários anos, tem sido possível produzir uma reação de fusão nuclear controlada num vaso de contenção. Não se tem conseguido ainda, entretanto, manter uma reação de fusão controlada até atingir o ponto de "breakeven" (ou seja uma situação na qual a quantidade de energia fornecida para iniciar e manter a reação seja igual ou menor que a quantidade de energia liberada pela reação assim produzida). o processo é caracterizado por grande liberação de energia.
Reações de fusão nuclear juntam dois núcleos atômicos para formar um. Inicialmente, isso requer uma quantidade muito elevada de energia para vencer a repulsão eletromagnética inerente entre estes núcleos. A diferença em massa entre os dois núcleos iniciais e aquele resultante da reação (ligeiramente mais leve que a soma dos dois precursores) é convertida em uma enorme quantidade de energia conforme previsto pelo físico Einstein, na sua equação E=mc².
Uma vez que os núcleos de elementos mais leves sofrem fusão mais facilmente do que os de elementos mais pesados, o hidrogênio, o elemento mais leve, e também o mais abundante do universo, é o melhor combustível para fusão. De fato, uma mistura de dois dos isótopos de hidrogênio, o deutério e o trítio (D-T), apresenta a razão mais baixa entre a energia necessária para provocar a reação de fusão e a energia (potencialmente muito maior) liberada por esta reação; como prova disso, surgiram os estudos e adaptações da a primeira bomba de hidrogénio. Por esta razão, a maior parte dos esforços atuais para desenvolver um reator de fusão de "primeira geração" concentra-se na utilização do D-T como combustível.
Deve-se ressaltar, entretanto, que misturas alternativas existem que, apesar de exigirem um fornecimento de energia inicial maior, seriam mais simples de produzir e/ou controlar e há até combustíveis candidatos que não emitiriam nêutrons ao sofrer a reação de fusão, os chamados combustíveis aneutrônicos.
Os produtos de reação de fusão do hélio-3 apresentam natureza aneutrônica (ver: Fusão aneutrônica). O próprio hélio-3 não é radioativo. O único subproduto de alta energia, o próton, pode ser contido usando campos elétricos e magnéticos. A energia deste próton, criado pelo processo de fusão, irá interagir com o campo eletromagnético que o contém, resultando na geração direta de eletricidade. O hélio-3 é raro na Terra mas, o uso de elementos abundantes na superfície terrestre (como o lítio e o boro)  também possibilitam a fusão sem a emissão de radiações nocivas.
Basicamente, então, uma das maiores dificuldades é a obtenção de uma enorme pressão e temperatura que o processo requer, as quais são encontradas, na natureza, somente no interior de uma estrela. Outro problema é que a utilização de muitos dos possíveis combustíveis (inclusive o D-T) resulta na emissão de nêutrons pelo plasma durante fusão, os quais bombardeiam os componentes internos do reator, tornado-os radioativos. Para se conseguir a fusão é necessária mais do que uma alta temperatura: tem de existir plasma suficiente para que os núcleos se encontrem e se fundam, e a temperatura elevada tem de ser produzida por tempo suficiente para que isso aconteça. Porém, a combinação certa de todos estes factores mostra-se, até agora, impossível de alcançar.
Ao longo dos últimos anos, vários grupos de engenheiros e cientistas têm se dedicado ao desenvolvimento de novas ligas metálicas, cujas composições químicas são criteriosamente especificados para somente incluir elementos que formarão isótopos de meia-vida curta, sob este bombardeamento num reator (materiais de baixa ativação). Desta forma pretende-se tornar factível projetar componentes com materiais que permitirão reciclagem após somente algumas dezenas de anos de estocagem segura (ao contrário dos resíduos radioativos de reatores de fissão, por exemplo, cujas meias-vidas longas exigem sistemas complexos de proteção para períodos muito longos).
|             |                  |                             |
| Stellarator | Tokamak esférico | Reação de fusão nuclear D-T |

Alguns pesquisadores já chegaram a caracterizar vários dos aspectos mais críticos na aplicação prática, em serviço real, de tais matérias como, por exemplo, conformabilidade, soldabilidade e resistência à fluência conforme apresentado no livro "Investigations of the Formability, Weldability and Creep Resistance of Some Potential Low-activation Austenitic Stainless Steels for Fusion Reactor Applications (ISBN 0-85311-148-0): A.H. Bott, G.J. Butterworth, F. B. Pickering".
Atualmente existem duas linhas de investigação, o confinamento inercial e o confinamento magnético:
Confinamento inercial: Consiste em conter a fusão mediante o impulso de partículas ou de raios laser projetados contra as partículas do combustível, que provocam sua ignição instantânea.
Confinamento magnético: Consiste em manter o material que irá fundir num campo magnético enquanto se tenta alcançar a temperatura e pressão necessárias. Uma forte corrente eléctrica passa através do hidrogénio para o aquecer e formar um plasma, enquanto um campo magnético comprime o plasma e o impede de tocar nas paredes. Mesmo que toque no recipiente, não existe perigo, já que só são aquecidas quantidades muito pequenas de hidrogénio; as paredes arrefecem simplesmente o plasma mais do que o plasma aquece as paredes.
Na natureza existe o confinamento gravitacional, forma que as estrelas (como o Sol) confinam seu plasma mas, que é impraticável na Terra.
Os primeiros modelos magnéticos, americanos, conhecidos como Stellarators geravam o campo diretamente num reator toroidal, com o problema da infiltração do plasma entre as linhas do campo.
Os engenheiros russos melhoram este modelo para o Tokamak na qual um enrolamento de bobina primária induzia um campo sobre o plasma, que é condutor, utilizando-o como um enrolamento secundário. Porém, devido a sua resistência, o plasma sofria aquecimento.
Embora o maior (2004) reator deste tipo, o JET  ainda não tenha atingido a temperatura (1 milhão de graus) e a pressão necessárias para a manutenção da reação, em 1997 este reator experimental, de facto, atingiu um pico de potência de fusão de 16 MWs, ainda um recorde mundial (2004). A mesma experiência alcançou um valor de Q=0,7. (Q é a razão entre a energia gerada por esta reação e a potência fornecida para manter a fusão. Uma reação auto-sustentável requer Q>1).
Um reator Tokamak ainda maior, o ITER, está a ser projetado, unindo esforços internacionais para a obtenção da fusão.
Também existe uma linha de pesquisa nos EUA, o NIF (National Ignition Facility), que busca através de um confinamento inercial gerado por 192 lasers de alta potência obter uma fusão nuclear com Q>1.